# Be-Bop-a-Lula/Woman Love
Be-Bop-a-Lula/Woman Love è un singolo del cantante statunitense Gene Vincent, pubblicato nel giugno 1956. 

## Descrizione
Il disco fu distribuito nel giugno 1956 dalla Capitol e ricevette immediatamente un'ottima accoglienza. Nell'aprile 1957 la Capitol annunciò di aver venduto oltre due milioni di copie del singolo, che raggiunse la settima posizione della Billboard Hot 100, ottenendo ottimi riscontri anche nelle altre classifiche.

## Tracce
LATO A
1. Be-Bop-A-Lula – 2:34 (Bill "Sheriff Tex" Davis e Gene Vincent)

LATO B
1. Woman Love – 2:34 (Jack Rhodes e Dicke Reynolds)

## Formazione
- Gene Vincent - voce

His Blue Caps:
- Cliff Gallup - chitarra
- "Wee" Willie Williams - chitarra
- "Jumpin'" Jack Neal - basso
- Dickie "Be Bop" Harrell - batteria